# Emlyn Hughes International Soccer
Emlyn Hughes International Soccer (EHIS) ist eine Fußballsimulation, die erstmals im Jahre 1988 von der Firma Audiogenic Software veröffentlicht wurde. Das Spiel ist nach dem englischen Fußballer Emlyn Hughes benannt. Die erste Version des Spiels erschien auf dem Commodore 64, später entstanden aber auch Versionen für den Schneider/Amstrad CPC, ZX Spectrum, Atari ST und den Amiga. Zum damaligen Zeitpunkt wurde es von den Kritikern als eine der realistischsten Fußballsimulationen für Heimcomputer bewertet.
Jede Version des Spiels wurde programmiert von Graham Blighe, die Grafiken stammten von Andrew Calver. Die Musik für die Commodore-64-Version stammte von Barry Leitch.